# Mutsuki Kato
Mutsuki Kato (加藤 陸次樹 Kato Mutsuki?), född 6 augusti 1997 i Saitama prefektur, är en japansk fotbollsspelare.
Kato började sin karriär 2020 i Zweigen Kanazawa. 2021 flyttade han till Cerezo Osaka.